# Marko Kerševan
Marko Kerševan, slovenski sociolog, * 6. november 1942, Idrija, 
Je redni profesor sociologije religije ter zaslužni profesor Univerze v Ljubljani.

## Življenje in delo
Marko Kerševan se je rodil 6. novembra 1942 v Idriji, kjer je leta 1961 končal gimnazijo. Leta 1966 je na Filozofski fakulteti Univerze v Ljubljani diplomiral iz sociologije (na  takratni drugi stopnji) in ruskega jezika s književnostjo (na prvi stopnji). Leta 1968 je s sodelavci izvedel  prvo empirično sociološko raziskavo religioznosti v Sloveniji – Slovenski srednješolci in religija, za tem pa  raziskavo Industrijski delavci in religija (1969). Znanstveni magisterij je zaključil leta 1970 na Univerzi v Zagrebu z nalogo Sekularizacija in religija v sodobnih družbah. Doktorat znanosti je dosegel leta 1973 na tedanji Fakulteti za sociologijo, politične vede in novinarstvo (današnji Fakulteti za družbene vede) v Ljubljani  s temo Teoretski model za obravnavanje religije kot specifične družbene prakse (mentor: prof. Esad Ćimić). V svoji disertaciji in v kasnejših razpravah v domačem in mednarodnem znanstvenem in strokovnem tisku je poskušal opredeliti nova izhodišča za analizo in vrednotenje religije. V letih 1972 in 1979 se je kot Humboldtov štipendist študijsko izpopolnjeval v ZR Nemčiji na univerzi v Konstanzu pri sociologu Thomasu Luckmannu, leta 1989 pa je raziskovalno delal na univerzi v Tübingenu. Svojo akademsko kariero je začel na FSPN (FDV) kot asistent med leti 1966–73, od leta 1974 pa je predaval in raziskoval na Filozofski fakulteti in sicer od leta 1986 do upokojitve leta 2010 kot redni profesor za sociologijo religije in občo sociologijo. V študijskih letih 1976–80 in 2000–03 je bil predstojnik Oddelka za sociologijo FF UL, 1981–83 je bil prodekan, v letih 1991–93 pa dekan Filozofske fakultete.
Znanstvenoraziskovalno se je ukvarjal s sociologijo religije, občo sociologijo, religiološko teorijo, sodobno protestantsko teologijo in slovenskih protestantizmom ter z odnosi med cerkvijo in državo v socialistični Jugoslaviji in v samostojni Republiki Sloveniji. Skupaj z Zdenkom Roterjem velja za začetnika in utemeljitelja sociologije religije na Slovenskem. Že v šestdesetih letih in kasneje je sodeloval v raznih oblikah t. i. dialoga med marksisti in kristjani ter si s publicistično in politično dejavnostjo prizadeval za sproščen, a odgovoren odnos do vprašanj religije in ateizma v takratnih jugoslovanskih razmerah. Po letu 1991 se je strokovno in publicistično ukvarjal tudi z odnosom med državo, cerkvijo in javno šolo v Republiki Sloveniji. Sodeloval je pri delu Mešane krovne komisije Katoliške cerkve in Vlade RS ter vodil skupino za pripravo in uvajanje predmeta Verstva in etika v osnovni šoli.
Na svojem težiščnem področju sociologije religije in religiološke teorije je objavil več znanstvenih monografij: Religija kot družbeni pojav (1975), Cerkvena religioznost (1982), Religija in slovenska kultura: ljudska religioznost, civilna religija in ateizem v Sloveniji (1989),  Religija in (sodobna) družba ( 1995) (s Sergejem Fleretom), Svoboda za Cerkev, svoboda od Cerkve: Cerkev in sodobna družba (2005) idr. Njegovi članki so izšli tudi v srbskem/hrvaškem, nemškem, francoskem, angleškem, italiianskem in poljskem jeziku. Pripravil je ( s prevajalko Nino Svetlič) tudi prvo slovensko knjižno izdajo iz arabščine prevedenih odlomkov iz Korana (Koran o Koranu, Bogu, islamu, 2003) 
Njegove raziskovalne pozornosti so bila deležna tudi posamezna vprašanja obče sociologije, še posebej problematika razrednosti in slojevitosti, razmerja med marksistično teorijo razredov in razrednega boja ter sodobnimi teorijami družbenega razslojevanja. S tega področja je napisal odmevno sociološko delo Razredna analiza in marksistična družbena teorija (1980).
Tretje raziskovalno področje je proučevanje sodobne protestantske teologije ter še posebej obdobja verske reformacije v evropskem okviru ter njenih odmevov v slovenskem prostoru. Na to temo je  izdal knjigi  Vstop v krščanstvo drugače: protestantska teologija (Karla Bartha)  v našem času in prostoru (1992) in Protestanti(sti)ka (2012). V letih 2002–2005 je vodil raziskovalni projekt, katerega izsledki so izšli v zborniku Protestantizem, slovenska identiteta in združujoča se Evropa (2006). Uredil je tudi zbornika 450-letnica slovenske knjige in slovenski protestantizem (2001) in Protestantizem (2001). 
Z referati in predavanji je sodeloval na znanstvenih konferencah v Louvainu, Londonu, Ženevi, Göttingenu, Helsinkih, Dublinu, Budimpešti, na Dunaju, v  Freisingu, Tbilisiju, Berlinu in drugod, Bil je član sveta Mednarodnega združenja za sociologijo religije (ISSR), član (ameriškega) Združenja za sociologijo religije (ASR) in sekcije za sociologijo religije Nemškega združenja za sociologijo (DGS). Leta 2002 je postal častni član Slovenskega sociološkega društva ter bil med ustanovitelji Slovenskega protestantskega društva Primož Trubar leta 1994.
Kot urednik je sodeloval pri pripravi srednješolskih učbenikov Sociologija I (1983) in Sociologija II (1984),  pri Enciklopediji Slovenije v vlogi zunanjega urednika za področje verstva ter  v uredniških odborih osrednjih slovenskih družboslovnih časopisov kot so Problemi, Teorija in praksa, Sodobnost in Anthropos. Bil je odgovorni urednik študentskega časnika Tribuna (1964). Od samega začetka je glavni urednik interdisciplinarne revije Stati inu obstati: revija za vprašanja protestantizma (2005–).
Za svoje znanstvenoraziskovalno in pedagoško delo je prejel nagrado Sklada Borisa Kidriča (1982), »veliko priznanje« Filozofske fakultete (1997), »zlato plaketo« Univerze v Ljubljani (2009) ter naziv zaslužni profesor Univerze v Ljubljani (2010).

## Pomembnejša dela
- Religija kot družbeni pojav (1975)
- Marx, Engels, Lenin: O religiji in cerkvi (izbor in spremna beseda) (1980)
- Razredna analiza in marksistična družbena teorija (1980)
- Cerkvena religioznost (skupaj z Vera in nevera v Sloveniji (1968-1978) Zdenka Roterja), Maribor, 1982
- Religija v samoupravni družbi (1984)
- Religija in slovenska kultura: ljudska religioznost, civilna religija in ateizem v Sloveniji (1989)
- Vstop v krščanstvo drugače: protestantska teologija (Karla Bartha) v našem času in prostoru (1992)
- Religija in (sodobna) družba. Uvod v sociologijo religije (skupaj z dr. Sergejem Fleretom, 1995)
- Cerkev, politika, Slovenci po letu 1990 (1996)
- 450-letnica slovenske knjige in slovenski protestantizem (urednik, 2001)
- Protestantizem: tematska številka revije Poligrafi 21/22 (ur. 2001)
- Svoboda za Cerkev, svoboda od Cerkve: Cerkev in sodobna družba (2005);
- Protestantizem, slovenska identiteta in združujoča se Evropa (ur. 2006);
- Sociologija-marksizem-sociologija religije: izbrani spisi (2011).
- Protestanti(sti)ka (2012).
- Max Weber: izbrani spisi iz sociologije religije (ureditev in spremna beseda, 2015).
- Religiologija, religija, sveto: izbrani spisi (2022).